# Lohner L
Il Lohner L fu un idrovolante da ricognizione e bombardamento monomotore, biposto e biplano, sviluppato dall'azienda aeronautica austro-ungarica Lohner negli anni dieci del XX secolo e prodotto, oltre che dalla stessa, anche su licenza da alcune aziende nazionali.
Venne impiegato dai reparti aerei della k.u.k. Kriegsmarine, la marina militare austro-ungarica, durante la prima guerra mondiale.

## Tecnica
Il Lohner L era essenzialmente la versione potenziata del Lonher E. Si trattava di un idrovolante biplano con lo scafo in legno. Come la quasi totalità degli aerei dell'epoca, le ali erano rivestite di tela ma avevano la struttura interna in legno. I piani di coda, invece, avevano una struttura in tubi metallici rivestiti in legno. Il motore era posizionato su una struttura di tubi metallici, posta tra le due ali.

## Impiego operativo
Nell'Impero austro-ungarico venne prodotto dalla Jacob Lohner Werke und Sohn e su licenza dalla Ungarische Flugzeugfabrik AG (Ufag), mentre la tedesca Hansa und Brandenburgischen Flugzeugwerke GmbH costruì (sempre su licenza) una versione modificata chiamata FB.

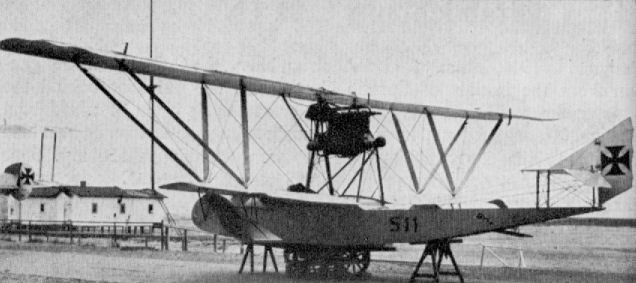
Un Hansa-Brandenburg FB.

Nell'Impero Austroungarico, l'aereo venne costruito fino al settembre 1916 in 93 esemplari. Nel 1917, quando fu realizzata la serie K, venne destinato all'addestramento.
L'aereo venne utilizzato anche dall'Italia. A causa di un problema al motore, precisamente la rottura dell'albero a gomiti, nella notte del 27 maggio 1915 un esemplare, marche 40, fu costretto ad un ammaraggio forzato alle bocche del Po nella palude di Lido di Volano. L'esemplare venne consegnato all'Aeronautica Macchi con il compito di riprodurlo ed avviarlo alla produzione in serie. Il nuovo modello, che assunse la designazione Macchi L.1, venne costruito in poco più di un mese, primo di una serie che conterà alla fine 140 esemplari.
Il Macchi L.1 equipaggiò le unità marittime da ricognizione e bombardamento basate in Adriatico. Successivamente, ne fu realizzata una versione migliorata chiamata Macchi L.2.

## Varianti
- Lohner L
  - Lohner R: versione da ricognizione fotografica
  - Lohner S: versione da addestramento
- Hansa-Brandenburg FB: variante tedesca utilizzata dalla Kaiserliche Marine.
- Macchi L.1: copia italiana realizzata dalla Macchi. Ne furono costruiti complessivamente 140 esemplari. Si differenziavano dall'originale per l'utilizzo di mitragliatrici FIAT ed un motore Isotta Fraschini V.4A.

## Esemplari attualmente esistenti
L'unico Lohner L conservato al mondo è in Italia: l'esemplare con livrea L127 esposto presso il Museo storico dell'Aeronautica Militare di Vigna di Valle.
Consegnato all'Imperiale Regia Marina nel Giugno del 1916, ha partecipato fino alla fine del 1917 a missioni di bombardamento contro obiettivi Italiani. 
Di base a Lussino, per la sorveglianza delle coste Dalmate, all'alba del 3 Giugno 1918 due matrosen (marò) di origine italiana, che volevano disertare, lo presero ed attraversando in volo l'Adriatico ammararono nelle acque di Fano; venne visto dal personale del 2° Treno Armato, identificato e catturato insieme all'equipaggio. 
Poche ore dopo dalla Stazione Idrovolanti di Ancona furono inviati sul posto, su idrovolante FBA Type H, due piloti, il Tenente di Vascello Aldo Pellegrini ed il Sottotenente di Vascello Alberto Briganti, per recuperarlo. L'esemplare rimase fino alla fine della guerra negli hangar di Ancona.

### Pubblicazioni
- Gianfranco Garello, L'idroaviazione italiana nella Grande Guerra, in Storia Militare, N.198 - Anno XVIII, Parma, Albertelli Edizioni Speciali, ISSN 1122-5289 (WC · ACNP).